# Heinz Hiebler
Heinz Hiebler (* 1967) ist ein österreichischer Literaturwissenschaftler.

## Leben
Von 1985 bis 1991 studierte er Germanistik, Kunstgeschichte und Philosophie in Graz. Von 1994 bis 2001 war er wissenschaftlicher Mitarbeiter im Rahmen des FWF-Projekts Literatur und Medien am Institut für Germanistik bei Hans H. Hiebel. Von 1996 bis 2007 war er Lehrbeauftragter am Institut für Germanistik an der Universität Graz. Nach der Promotion 2001 zum Doktor der Philosophie (Neuere deutsche Literaturwissenschaft und Medienwissenschaft) war er von 2003 bis 2005 Lehrbeauftragter am Institut für Germanistik II: Neuere deutsche Literatur und Medienkultur der Universität Hamburg. Von 2005 bis 2007 war er wissenschaftlicher Mitarbeiter an der Universität Lüneburg (Fachbereich III: Angewandte Kulturwissenschaften – Sprache und Kommunikation: Literarische Kultur – Medienkultur). Von 2005 bis 2009 entwickelte er Fernstudienmaterial für den Fachbereich Kultur- und Sozialwissenschaften der FernUniversität Hagen. Seit 2007 leitet er das Medienzentrum an den Departments für Sprache, Literatur und Medien I + II der Universität Hamburg. 2010/2011 erfolgte die Habilitation an der Universität Hamburg (Literaturwissenschaft und Medienwissenschaft).
Seine Schwerpunkte sind wissenschaftliche und organisatorische Leitung des Medienzentrums SLM, Medientechnikgeschichte / Medienkulturgeschichte, Medienkulturtheorie, Medienästhetik – Mediensemiotik, Medien und Realität, Literaturwissenschaft als Medienkulturwissenschaft, Medienwechsel – Intermedialität und Wissen im digitalen Zeitalter.